# Snack Bar Budapest
Snack Bar Budapest és una pel·lícula de comèdia eròtica italiana estrenada en 1988, dirigida per Tinto Brass, protagonitzada per Giancarlo Giannini i Raffaella Baracchi, i basada en la novel·la homònima de Marco Lodoli i Silvia Bre. En general va tenir una mala recepció crítica, amb un escàs 8% de percentatge aprovatori a la web Rotten Tomatoes.

## Sinopsi
Un advocat inhabilitat (Giancarlo Giannini) està treballant com a cobrador de deutes per al seu soci Sapo (Philippe Léotard). Escortant a la prostituta Milena (Raffaella Baracchi) embarassada per Sapo en un complex marítim sense nom d'ambient grotesc (filmat en Lido di Òstia), es troba amb el jove i ambiciós capitost Molecola (François Negret) que ha comprat diversos llocs recreatius als voltants per a convertir la ciutat en un "Las Vegas italià", però el bar de l'hotel anomenat Snack Bar Budapest, dirigit per un home (Carlo Monni) i la seva família continua sent un obstacle. Molecola necessita un advocat per a legitimar l'evacuació forçosa de Snack Bar Budapest.

## Repartiment
- Giancarlo Giannini: advocat
- François Negret: Molecola
- Raffaella Baracchi: Milena
- Philippe Léotard: Sapo
- Carlo Monni: gerent de l'hotel
- Sylvie Orcier: Carla
- Giorgio Tirabassi: Papera
- Valentine Demy: prostituta
- Tinto Brass: magistrat (cameo)

## Banda sonora
La banda sonora de la pel·lícula va ser composta per Zucchero. En destaquen Sei di mattino així com Dune Mosse, aquesta última ja inclosa al disc de Zucchero Blue's (1987), del que n'era l'última pista.